# 면제배갑
면제배갑(綿製背甲) 또는 면제갑옷(綿製甲胄)은 무명을 여러 겹 겹쳐 만든 조선 말기의 갑옷으로 흥선대원군의 명령에 따라 김기두와 안윤 (또는 강윤)에 의해 고종 초 1867년에 발명되었고, 1871년 신미양요때 미국과 조선과의 전투에서 사용되었다. 줄여 면갑(綿甲)이라고도 부른다.

## 배경
1866년 병인양요에서 프랑스와 전투를 치른 조선은 서양의 무력도발에 경각심을 갖게 되었고 앞으로의 도발에 준비하게 된다. 특히 서양의 총기류의 우수함에 주목한 조선 조정은 총기공격을 무력화시키기기 위한 방도를 찾기 시작했고, 이에 흥선대원군은 서양의 총탄을 막아낼 갑옷을 제조하도록 명한다. 당시 무기제조자였던 김기두와 안윤 (또는 강윤)은 조정의 명에 따라 면갑과 철갑 등으로 실험을 거듭한 결과, 면 12겹에 총탄이 뚫리지 않음을 확인, 면 13겹으로 만든 면갑을 만들어 내게 된다. 병인양요 직후에 만들어진 이 면갑은 곧 조선병사에 배포 되었고, 1871년 신미양요 때 실제로 사용된다. 면제배갑은 실제 총탄을 막아내기는 하였으나, 한여름에 착용하기는 너무 더웠고, 또한 불에 약하여 쉽게 불타버리는 약점이 있었다. 1871년 여름, 강화도를 침공한 미군은 총알세례에도 용맹하게 달려드는 조선군에 깊은 인상을 받았다고 적고 있으며, 대포 공격으로 파편에 맞아 불에 붙은 조선군을 보기도 했다고 한다.
당시 미군은 그 중 한 점을 노획해 미국으로 가져갔다. 최근까지 스미스소니언 박물관에 보관되어왔던 것이 세상에 알려져, 이 방탄조끼의 존재가 한국에 알려졌다.

## 한국으로의 귀환

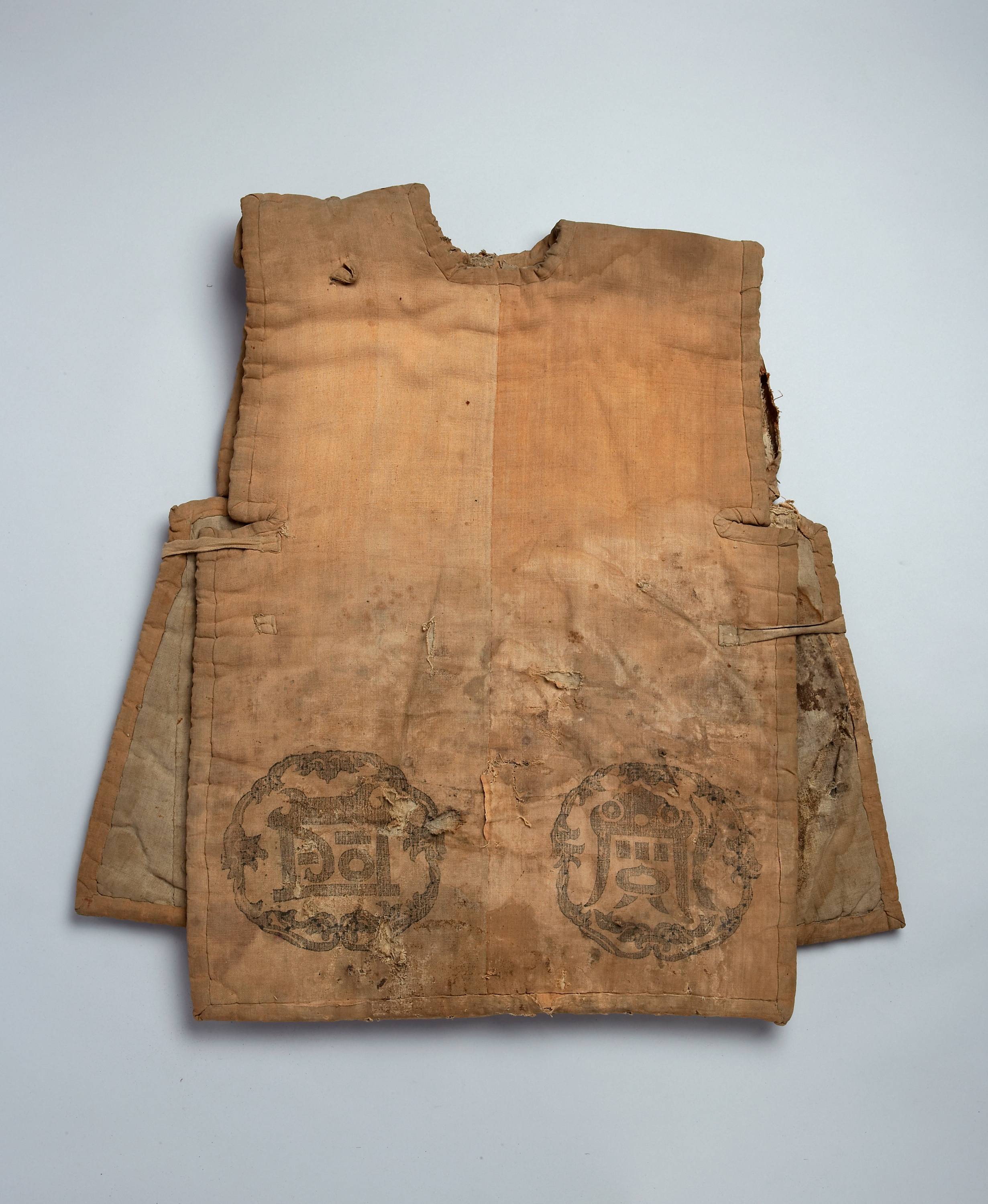
뒷 모습

신미양요 당시 미군에 빼앗겼던 조선군의 깃발의 존재가 한 교수(한동대학교의 토마스 듀베네이 교수)에게 발견되자, 이의 한국 반환운동이 제기되었다. 반환관련 관련 법규 등이 존재하지 않는 등의 이유로 최근 10년 임대 형식으로 2007년 한국에 들어오게 된다. 그리고 고궁박물관에서 수자기특별전이 전시되면서 신미양요 당시 사용된 유물들이 함께 전시되었다 (2008년 4월 1일). 면제배갑은 이때 함께 전시되었다.
이 때 신미양요 관련 유물들이 함께 들어온 것으로 생각되며 이 중 조선군이 사용했던 무기들 속에 면제배갑도 포함된 것으로 보인다. 현재 면제배갑은 국립중앙박물관에 보관된 것으로 보도되고 있다.

## 평가
세계 병기 역사에서 실제 총탄을 막기 위한 목적으로 방탄조끼가 실제 전투에 사용된 것은 영국 시민 전쟁(1642~1649)으로 올리버 크롬웰의 기마대는 3층으로 이루어진 방탄갑옷을 장비했었다.
가장 오래된 기록으로는 1538년 Francesco Maria della Rovere가 Filippo Negroli에게 방탄조끼 제작을 의뢰하였다는 기록이 있으며 1561년 신성로마제국의 황제 막시밀리안 2세는 갑옷의 방탄 성능을 시험이 기록이 있다. 부드러운 소재를 이용한 방탄조끼에 관한 첫 번째 기록은 실크를 이용한 것으로 중세 일본에서 발견된다.
다만 발명 이후에 계속 사용되지 못한 것은 총기뿐만 아니라 대포와 중화기로 더욱 압도된 서양의 무기발전 때문에 더 이상 발전의 동력을 찾지 못했고, 총기자체의 성능도 급속도로 발전되어 개인 보호장비의 발전속도가 따라잡지 못했던 때문으로 보인다. 조선말기 국가의 주권을 뺏기면서 독자적으로 이뤄지던 무기개발은 그 맥이 끊겨 면제배갑도 함께 사라지게 된다.

## 같이 보기
- 신미양요
- 흥선대원군
- 병인양요
- 김기두
- 조선의 군사
- 두정갑
- 쇄자갑
- 어린갑
- 강윤
- 방탄조끼

## 참고 자료
- 면제갑옷 - 국가유산청 국가유산포털
- “〈스포츠칸〉[엽기인물 한국사]7.그럼 돈을 입으면 어떨까?”. 스포츠칸. 2007년 10월 5일. 2011년 7월 22일에 원본 문서에서 보존된 문서. 2010년 2월 1일에 확인함.
- “한국, 미국이 전리품으로 가져간 수자기 전시회 추진”. Voice of America. 2007년 5월 8일. 2010년 2월 1일에 확인함.[깨진 링크(과거 내용 찾기)]
- 유석재 (2008년 3월 31일). “어재연 장군 '수자기' 136년 만의 귀환 특별전”. 조선일보. 2010년 2월 1일에 확인함.
- “특별전『수자기(帥字旗) - 136년 만의 귀환』”. 고궁박물관. 2008년 3월 31일. 2016년 3월 4일에 원본 문서에서 보존된 문서. 2010년 2월 1일에 확인함.
- “면 30겹 옷으로 대포에 맞선 조선군”. 동아일보 / 연합뉴스 / 강화역사문화연구소. 2008년 4월 1일. 2012년 2월 13일에 원본 문서에서 보존된 문서. 2010년 2월 1일에 확인함.
- “면갑(綿甲)”. 논산시 군사문화박물관. 2010년 2월 1일에 확인함.[깨진 링크(과거 내용 찾기)]